# Breda Mod. 5C
Breda Mod. 5c — итальянский станковый пулемёт, применявшийся во время Второй мировой войны.

## История создания
Breda 5C, как и Fiat Mod. 26, были разработаны компанией Breda для замены пулемёта SIA Mod. 1918. Несмотря на неудовлетворительные результаты, показанные обоими этими образцами во время испытаний, они были приняты на вооружение итальянской королевской армии, испытывавшей острую нехватку автоматического оружия. Этими пулемётами снабжались колониальные войска в Триполитании, в частности мехаристы. Также ими были вооружены бронеавтомобили Fiat 611.

## Конструкция
Автоматика пулемёта работала за счёт отдачи ствола с коротким ходом, стрельба производилась при закрытом затворе. Патроны перед стрельбой смазывались посредством маслёнки, расположенной внутри ствольной коробки. В задней части пулемёта находился съёмный деревянный приклад.
Питание осуществлялось при помощи расположенного с правой стороны неотъёмного магазина, откидывающегося вперёд, который снаряжался обоймами на 20 патронов. Прицел и мушка открытые. Стрельба производилась с треноги массой 2,86 кг.
Многие конструктивные особенности Mod. 5C позже были использованы при проектировании ручного пулемёта Breda Mod. 30.

## Модификации

### Breda 5G
Данная модификация представляет собой тот же пулемёт, но в варианте ручного. Вместо гашетки и кнопки спуска установлена пистолетная рукоятка и УСМ со спусковым крючком. Тренога заменена сошками